# Clemens Wickler
Clemens Wickler (Starnberg, 28 de abril de 1995) es un deportista alemán que compite en voleibol, en la modalidad de playa.
Participó en dos Juegos Olímpicos de Verano, obteniendo una medalla de plata en París 2024, en el torneo masculino (haciendo pareja con Nils Ehlers), y el quinto lugar en Tokio 2020.
Ganó una medalla de plata en el Campeonato Mundial de Vóley Playa de 2019 y una medalla de plata en el Campeonato Europeo de Vóley Playa de 2024.

## Palmarés internacional
| Juegos Olímpicos   | Juegos Olímpicos       | Juegos Olímpicos | Juegos Olímpicos |
| Año                | Lugar                  | Medalla          | Pareja           |
| ------------------ | ---------------------- | ---------------- | ---------------- |
| 2024               | París (Francia)        | Medalla de plata | Nils Ehlers      |
| Campeonato Mundial |                        |                  |                  |
| Año                | Lugar                  | Medalla          | Pareja           |
| 2019               | Hamburgo (Alemania)    | Medalla de plata | Julius Thole     |
| Campeonato Europeo |                        |                  |                  |
| Año                | Lugar                  | Medalla          | Pareja           |
| 2024               | La Haya (Países Bajos) | Medalla de plata | Nils Ehlers      |